# Fredrikstad FK
A Fredrikstad FK egy 1903-ban alapított norvég klub. A klub 9-szeres norvég bajnok, valamint 11-szeres norvég kupagyőztes.
A csapat a mérkőzéseit 1914-től egészen 2007-ig régebbi stadionjában játszotta. 2007-től egy új stadiont kapott a csapat.

## Sikerek
Eliteserien

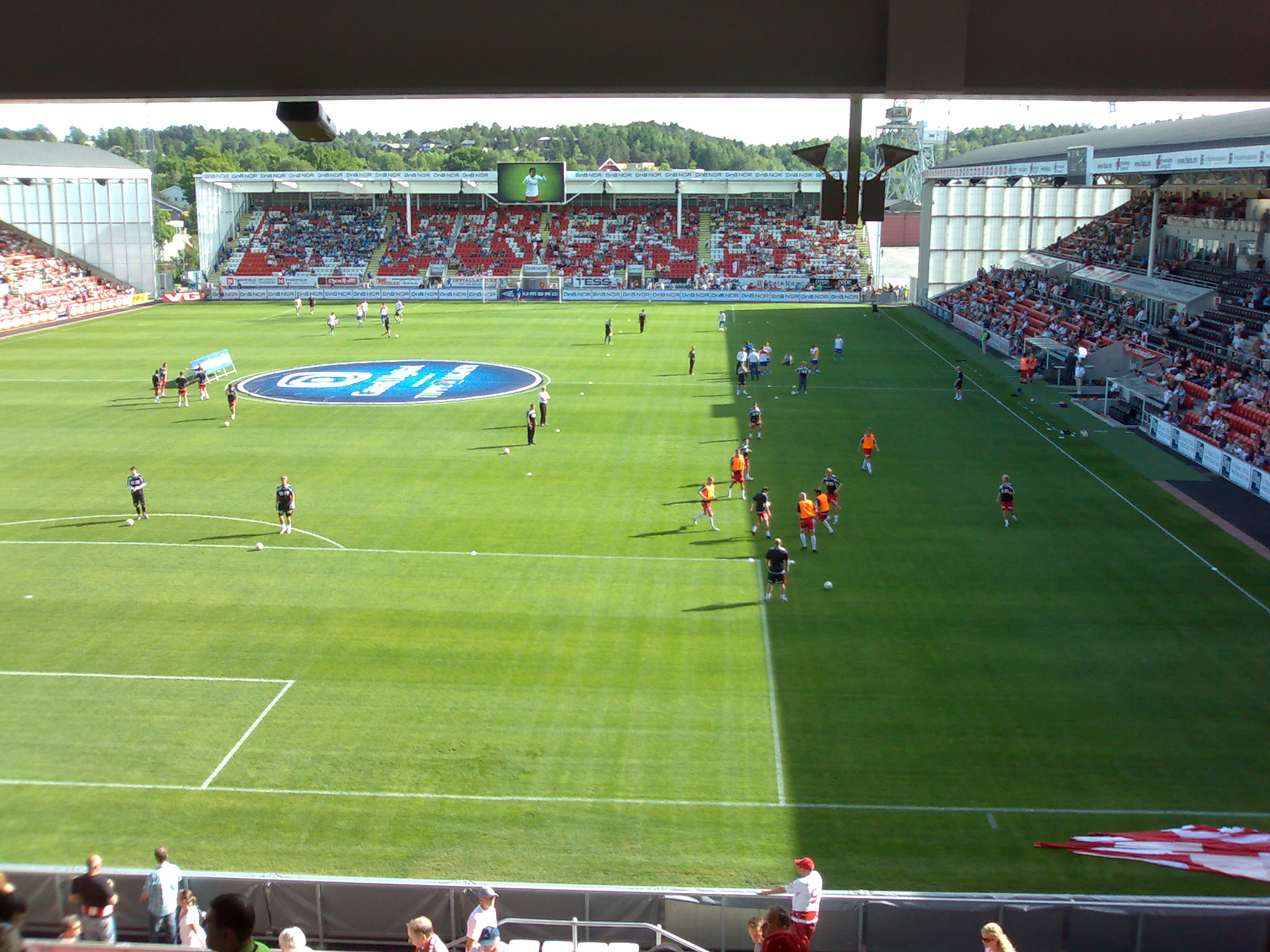
Fredrikstad Stadion

- Bajnok (9): 1937–38, 1938–39, 1948–49, 1950–51, 1951–52, 1953–54, 1956–57, 1959–60, 1960–61
- Ezüstérmes (9): 1949–50, 1954–55, 1955–56, 1958–59, 1964, 1966, 1969, 1972, 2008
- Bronzérmes (1): 1961–62

Norvég Kupa
- Győztes (11): 1932, 1935, 1936, 1938, 1940, 1950, 1957, 1961, 1966, 1984, 2006
- Döntős (7): 1945, 1946, 1948, 1954, 1963, 1969, 1971